# Distretto di Dhule
Il distretto di Dhule è un distretto del Maharashtra, in India, di 1 708 993 abitanti. È situato nella divisione di Nashik e il suo capoluogo è Dhule.